# Грозненский троллейбус
Гро́зненский тролле́йбус — троллейбусная сеть города Грозного, работавшая с 31 декабря 1975 до 25 ноября 1994 года.

## История
Маршруты:
- Маршрут № 1 — Железнодорожный вокзал — 1-й микрорайон
- Маршрут № 2 — Железнодорожный вокзал — Завод «Электроприбор»
- Маршрут № 2-А — Железнодорожный вокзал — Ташкала
- Маршрут № 3 — Железнодорожный вокзал — Ленгородок
- Маршрут № 4 — Ленгородок — 1-й микрорайон

Краткая хронология:
- 1969 год — принят Генеральный план развития Грозного, в котором было обозначено строительство троллейбусных линий
- 1975 год — построено троллейбусное депо № 1 на 1-й Садовой улице
- декабрь 1975 года — пробные рейсы троллейбусов
- 31 декабря 1975 года — открытие маршрута № 1 от 1-го микрорайона до площади Серго Орджоникидзе
- 1976 год — маршрут № 1 продлён от площади Серго Орджоникидзе до железнодорожного вокзала
- 1978 год — открыт маршрут № 2 от железнодорожного вокзала до площади Дружбы Народов
- 1980 год — маршрут № 2 продлён от площади Дружбы Народов до Ташкалы
- 1981 год — маршрут № 2 продлён от Ташкалы до городка Иванова, открыт маршрут № 2-А от железнодорожного вокзала до Ташкалы
- 1982 год — маршрут № 2 продлён от городка Иванова до завода Завод «Электроприбор», открыт маршрут № 3 от железнодорожного вокзала до Октябрьской площади, переход на четырёхзначную нумерацию подвижного состава
- 1983 год — маршрут № 3 продлён от Октябрьской площади до Ленгородка
- 1984 год — открыт маршрут № 4 от 1-го микрорайона до Ленгородка, начато строительство линии в Нефтемайск
- 1987 год — построена троллейбусная линия по Комсомольской улице, начато строительство линии по Первомайской улице к Ипподромному микрорайону
- 1989 год — начато строительство троллейбусного депо № 2 на улице Заветы Ильича
- 1990 год — начато строительство линии по Первомайской улице в сторону аэропорта Северный
- 1991 год — перенос троллейбусной конечной станции «1-й Микрорайон» к северной стороне троллейбусного парка № 1
- 26 ноября 1994 года — подвижной состав законсервирован в троллейбусном парке № 1
- январь 1995 года — повреждение троллейбусных линий в связи с боевыми действиями
- 2002 год — Министерством транспорта Чеченской Республики начата подготовка проектно-сметной документации по восстановлению троллейбусной системы
- 2004 год — московский институт «Проекткоммундортранс» начал разработку проектно-сметной документации по восстановлению троллейбусной системы
- 2005 год — завершение разработки проекта по восстановлению троллейбусного парка, проект получил одобрение Министерства экономического развития Чеченской Республики и Правительства Чеченской Республики
- 2007 год — демонтаж повреждённых троллейбусных линий, ликвидация разрушенного подвижного состава
- 17 июня 2007 года — достигнуто соглашение между Правительством Чеченской Республики и ОАО «Россельхозбанк» по реализации инвестиционного проекта — восстановление троллейбусного парка города
- 29 мая 2013 года — объявлен конкурс на разработку проектно-сметной документации по восстановлению четырёх троллейбусных маршрутов и строительство производственных мощностей «Горэлектротранса».

### 1970—1980-е годы
Троллейбусное движение в Грозном было открыто 31 декабря 1975 года, через 43 года после запуска трамвая. В отличие от трамвая, основной задачей которого стало обслуживание промышленных объектов города (включая крупнейшее предприятие Грозного — НПЗ им. Шерипова), троллейбус был в большей степени соориентирован на обслуживание жилых микрорайонов на востоке и юго-востоке города. Запуск троллейбуса был начат с маршрута № 1, соединившего центр города (вокзал) и группу из 4 новых микрорайонов за Сунжей. На маршруте первоначально работало всего 9 машин. Затем появился маршрут № 2, проложенный от железнодорожного вокзала до площади Дружбы. В дальнейшем данный маршрут был продлён до одного из градообразующих предприятий «Электроприбор», расположенного на значительном удалении от центра города по Старопромысловскому шоссе.
В конце 1970-х годов появился 3-й маршрут — он соединил центральные районы Грозного и микрорайон «Ленгородок». Троллейбусная линия для обслуживания данного маршрута была проложена по проспекту Ленина через площадь Минутка. Ранее трамвайные пути на участке просп. Ленина из центра до площади Минутка были сняты. Последним расширением троллейбусной сети стал маршрут № 4, соединивший «Ленгородок» и Микрорайоны. Для этого была построена линия от просп. Ленина до просп. Кирова. Формирование сети в было завершено к 1984 году.
В конце 1980-х годов в Грозном возобновилось активное строительство сети городского электротранспорта. В частности, была построена трамвайная линия из Андреевской Долины в Черноречье. А в 1990—1991 гг. было начато строительство троллейбусной линии в северную часть города — в аэропорт и по ул. Ипподромная. В 1991 году финансирование данного проекта было прервано, несмотря на то, что линия была практически достроена. После 1991 года, когда из Грозного фактически перестали выполняться регулярные авиарейсы, запуск троллейбуса в аэропорт потерял смысл. По свидетельствам жителей Грозного, ещё одна троллейбусная линия строилась по Старопромысловскому шоссе после завода «Электроприбор». Одним из возможных вариантов её окончания был Старый посёлок. В 1990 году здесь уже были установлены опоры контактной сети с кронштейнами.
В целом можно отметить высокую популярность троллейбуса среди грозненцев. Наполняемость троллейбусов всегда была очень высокой, а для жителей ряда ключевых в Грозном микрорайонов он являлся основным видом транспорта.

### 1990—2000-е годы
Трудности в работе троллейбуса возникли сразу же после 1991 года. В условиях, когда работникам депо стали задерживать выплату заработной платы, недостатка средств на ремонт подвижного состава, воровства поддерживать работу троллейбуса в прежнем виде стало проблематичным. Троллейбусы 4-го маршрута были сняты с линий из-за недостатка подвижного состава, а работа остальных стала нерегулярной. Тем не менее, троллейбус продолжал работать в Грозном вплоть до самого начала боевых действий в 1994 году.
Бои в городе нанесли существенный урон троллейбусной сети Грозного. В результате военных действий была повреждена контактная сеть, некоторые машины использовались для возведения баррикад. Тем не менее, значительная часть подвижного состава, а также троллейбусное депо смогли пережить Первую чеченскую войну. Осенью 1996 года Грозный посетили специалисты Вологодской троллейбусной компании, восстановившие часть оборудования и некоторые троллейбусные линии. Возобновление троллейбусного движения было намечено на весну 1997 года. Однако когда в Грозный вернулись вологодские специалисты, оборудование в городе было разграблено и уничтожено до такой степени, что запуск троллейбуса стал невозможным.
В ходе Второй чеченской войны остатки троллейбусного хозяйства Грозного были фактически полностью уничтожены. Если судить по космическим фотоснимкам, то на территории депо, возможно, осталось лишь несколько троллейбусных остовов, а само депо используется автотранспортными предприятиями.
В 2002 году в Чеченской Республике создано Министерство транспорта, начавшее готовить «проектно-сметную документацию» для строительства троллейбусной сети (фактически заново). Подготовкой проекта в 2004 году занимался московский институт «Проекткоммундортранс». Первоначально запуск троллейбуса был запланирован на 2003 год. Однако впоследствии он откладывался на каждый последующий год. Последней датой, о которой сообщалось Министерством экономики Чечни, стал уже 2016 год. Причём если первоначально также говорилось о восстановлении трамвайного движения, то в 2004 году трамвай был признан слишком дорогим и нецелесообразным для Грозного. Стоимость проекта по восстановлению троллейбусного движения оценивается в 0,9—1,6 млрд руб.

## Троллейбусное хозяйство
Максимальная протяжённость троллейбусных линий в городе в 1990 году составляла около 60 км. Грозный обслуживало одно троллейбусное депо, расположенное в 1-м Микрорайоне на ул. Тухачевского. Первоначально на этой улице находилось также и оборотное кольцо 1-го маршрута троллейбуса, в дальнейшем линия была продлена, и троллейбусы 1-го маршрута стали разворачиваться с северной стороны депо, но из-за низкой востребованности продлённой линии конечной остановкой 1-го и 4-го маршрутов опять стало оборотное кольцо на ул. Тухачевского. В 1990—1991 годах в Грозном начали строить также второе троллейбусное депо — на Старопромысловском шоссе или, точнее говоря, на ул. Заветы Ильича (район Иванова). Таким образом, на северо-западе Грозного формировалась весьма протяженная троллейбусная линия (от пл. Дружбы до, вероятно, Старого посёлка) с отдельным троллейбусным депо.

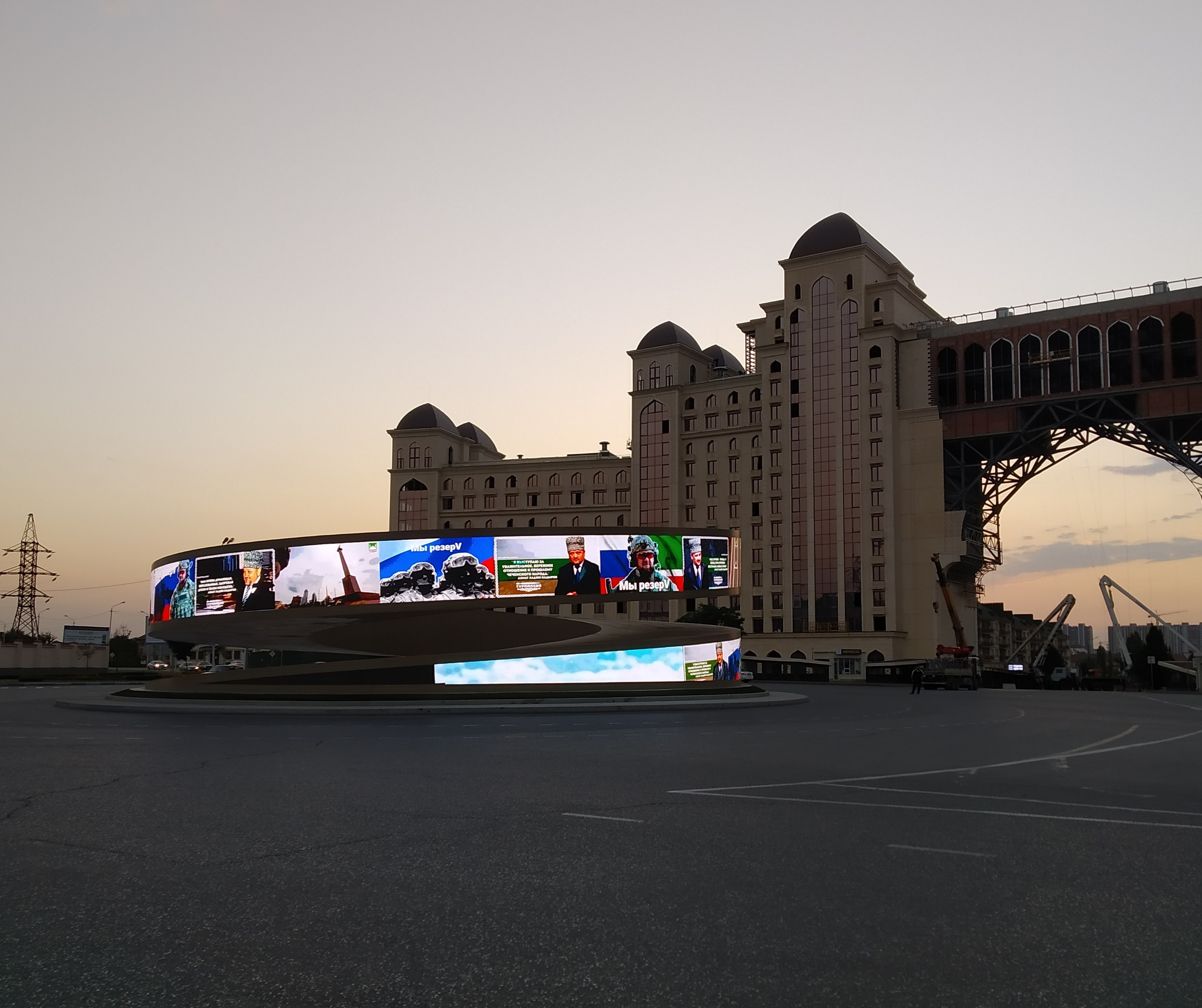
Площадь Минутка

На Старопромысловском шоссе в районе Ташкалы и в районе Иванова были также два служебных кольца, на которых разворачивались троллейбусы в случае возникновения проблем на последующих отрезках троллейбусной линии до з-да «Электроприбор» — организация сети была продуманной. На одном из служебных колец — в районе Ташкала — к 1990 году стал разворачиваться троллейбус 2А — фактически укороченная 2-ка. Ещё одно разворотное кольцо для троллейбусов 3-го и 4-го маршрутов было на площади Минутка, до ввода участка линии от пл. Минутка до Ленгородка оно служило конечной остановкой.
Троллейбусный парк Грозного насчитывал 58 троллейбусов модели ЗиУ-9 (2400-й и 2500-й серии).

## Маршруты
Данные приведены на 1990 год:

### Действующие маршруты
- Маршрут № 1. Железнодорожный вокзал — 1-й Микрорайон
- Маршрут № 2. Железнодорожный вокзал — завод «Электроприбор»
- Маршрут № 2-А. Железнодорожный вокзал — Ташкала
- Маршрут № 3. Железнодорожный вокзал — Ленгородок
- Маршрут № 4. Ленгородок — 1-й Микрорайон

### Проектированные маршруты
- Маршрут № 2. Железнодорожный вокзал — городок Нефтемайск (планировался после продления)
- Маршрут № 3. Ленгородок — ул. Ипподромная (планировалось переправить)
- Маршрут № 5. Железнодорожный вокзал — Аэропорт (планировался по новой линии)

## Перспективы
- Летом 2007 года между Правительством Чеченской Республики и ОАО «Россельхозбанк» достигнуто соглашение по реализации инвестиционных проектов на территории Чеченской Республики о вложении инвестиций в восстановление троллейбусного парка города в сумме 1 миллиард рублей.[4]
- На 2016 год планировалось завершить восстановление троллейбусного сообщения в Грозном.[5]
- Планировалось восстановление четырёх прежних маршрутов — № 1, 2, 3, 4. Маршрут № 2 будет частично изменён — вместо проспекта Владимира Путина (ранее — проспект Победы) троллейбусный маршрут пройдет по улице Лорсанова (ранее — улица Красных фронтовиков), мимо республиканского торгового рынка «Беркат». Изменение связано с реконструкцией проспекта Владимира Путина под историческую улицу 1950-х годов.